# Pont ferroviaire des Anglais
Le pont ferroviaire des Anglais ou viaduc ferroviaire de Bezons ou pont de la Morue est un ouvrage d'art franchissant la Seine en prenant appui sur l'île Saint-Martin (ou île de la Morue). Il relie, sur la ligne de Paris-Saint-Lazare au Havre, les communes de Nanterre (Hauts-de-Seine) et de Bezons (Val-d'Oise).
Côté Nanterre, ce pont a reçu en 2001 un nouveau tablier réalisé en acier avec une structure à poutres latérales.

## Historique
La construction de la ligne de Paris-Saint-Lazare au Havre, qui débute en mai 1841, est activement menée. La brique est largement utilisée à l'exemple de l'Angleterre. L'ingénieur de la ligne, Joseph Locke, les entrepreneurs Mackenzie et Brassey, ainsi que la majorité des dix-mille ouvriers présents sur le chantier étant anglais, le nom de pont des Anglais fut donné à cet ouvrage.
Lors du siège de Paris en 1870, le pont des Anglais fut l'enjeu de plusieurs échauffourées en particulier les 6 octobre et 22 novembre 1870.
En août 2001, la rénovation et la consolidation des piles et le remplacement du tablier, côté Nanterre et Bezons, a nécessité l'interruption complète de la circulation des trains pendant trois semaines. Ceux-ci ont été déviés par Argenteuil et la grande ceinture pour rejoindre la ligne à la gare de Sartrouville.

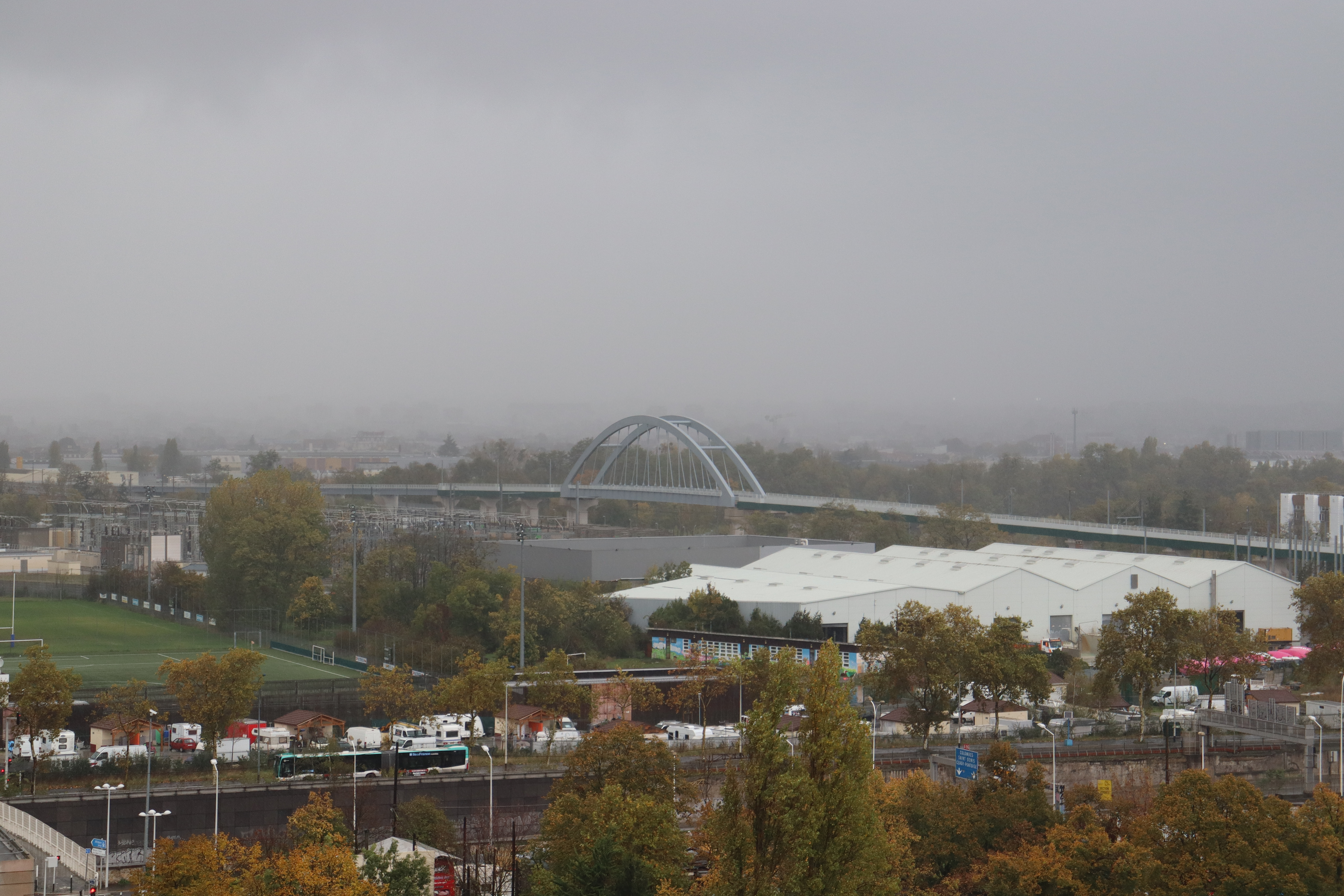
Le saut-de-mouton, vu depuis l'université de Nanterre.

Dans le cadre du prolongement à l'ouest du RER E, le pont a été doublé en mai 2019, par un viaduc ferroviaire, accompagné d'une liaison douce qui doit notamment diminuer de 30 à 15 minutes le temps de trajet à vélo entre la gare de Houilles - Carrières-sur-Seine et l'université de Nanterre. La passerelle ouvre en juillet 2022 aux piétons et aux cyclistes ; le viaduc doit ouvrir au moment de l'inauguration du prolongement de Nanterre à Mantes-la-Jolie.